# Nuclear Assault
Nuclear Assault foi uma banda de thrash metal estadunidense formada em Nova Iorque no ano de 1984 por seu baixista Danny Lilker. Foi uma das bandas mais extremas
do estilo, com sua mistura de heavy metal, speed metal e crossover thrash.

## História
A banda foi formada em 1984 por Danny Lilker (que também foi membro e fundador de bandas como Anthrax, S.O.D. e Brutal Truth). Depois de participar do primeiro disco do Anthrax, Fistful of Metal, de 1984, Danny juntou-se ao guitarrista/vocalista John Conelly (outro que estava presente nos primórdios do Anthrax), ao guitarrista Mike Bogush e ao baterista Scott Duboys para montar o Nuclear Assault. Os dois últimos músicos duraram apenas alguns meses, sendo logo substituídos por Anthony Bramante e Glenn Evans, respectivamente. Durante seus dez anos iniciais, a banda fez um speed metal passeando pelo crossover thrash com temas incisivos que tratavam de política, criticas sociais e capitalismo.
O álbum de estreia da banda foi Game Over, de 1986. Após um single do mesmo ano, chamado "Brain Death", a banda lança em 1987 The Plague, segundo disco.
As turnês ficaram cada vez maiores e entre elas o grupo grava Survive, que inclui o single
"Fight to be Free" (ambos em 1988) e o Handle With Care, de 1989. Em seguida veio um álbum ao vivo intitulado Live at the Hammersmith Odeon (1990) e Out of Order (1991), último álbum com o baixista Danny Lilker, que saiu para começar o Brutal Truth, sua banda de grindcore. Em 1993, a banda ainda gravou Something Wicked, embora tenha acabado logo depois.
Danny Lilker continuou no Brutal Truth até o fim da banda em 1998 e logo apareceu mais um trabalho no S.O.D., o Bigger Than the Devil, de 1999. Depois ele sai desse grupo (por causa de alguns desentendimentos com Billy Milano).
Durante quase dez anos fora da banda, Danny recusou alguns pedidos de volta da banda, mas algum tempo depois acabou retornando com a formação original da banda. Após o seu retorno, a banda tocou no CBGB e em festivais como Metal Meltdown Fest em New Jersey, o Wacken Open Air na Alemanha e alguns shows no Brasil, onde tocaram em 1989 com o Sepultura abrindo para o grupo. Deste retorno resultou o disco ao vivo Alive Again, de 2003, marcando a volta definitiva da banda em sua formação original, exceto pela substituição de Bramante por Erik Burke. Após várias turnês a banda lança o novo trabalho de estúdio, Third World Genocide, lançado pela SPV. No mesmo ano, a banda faz mais um show pelo Brasil, junto com a os alemães do Sodom. Em outubro de 2006, a banda lançou o DVD Louder Harder Faster.
A banda voltou a ativa em outubro de 2011 e confirmou presença para o Metal Merchants Festival 2011.
Em hiato desde 2015, a banda anunciou na sua rede social, de forma muda e não oficialmente, seu fim em novembro de 2022.

## Integrantes

### Atuais
- John Connelly - vocal & guitarra (1984-presente)
- Glenn Evans - bateria (1984-presente)
- Dan Lilker - baixo, vocal (1984-1992, 1997-1998, 2001-presente)
- Erik Burke - guitarra (2002-2005, 2011-presente)

### Ex-integrantes
- Mike Bogush - guitarra (1984)
- Anthony Bramante - guitarra (1985-1992), (2001-2002)
- Dave DiPietro - guitarra (1992-1995)
- Eric Paone - guitarra (1998)
- Scott Metaxas - baixo (1992-1995)
- Scott Dubois - bateria (1984)
- Scott Harrington - guitarra (2005-2008)

## Discografia
| - Game Over (1986) - Survive (1988) - Handle With Care (1989) - Out of Order (1991) - Something Wicked (1993) - Third World Genocide (2005) - Brain Death (1986) - The Plague (1987) - Pounder (2015) - Live at the Hammersmith Odeon (1992) - Alive Again (2003) | - Assault and Battery (1995) - Fight to be Free (1988) - Good Times Bad Times (1988) - Handle With Care European Tour '89 (1989) - Radiation Sickness (1991) - Louder Harder Faster (2006) - Nuclear Assault (1984) - Live, Suffer, Die (1985) |